# 化念镇
化念镇，是中华人民共和国云南省玉溪市峨山彝族自治县下辖的一个镇。

## 行政区划
化念镇下辖以下地区：
凤凰社区、化念社区、罗里村、党宽村、水湾村和大巴格村。